# جون كينيدي بارتون
جون كينيدي بارتون (بالإنجليزية: John Kennedy Barton)‏ هو ضابط أمريكي، ولد في 7 أبريل 1853 في فيلادلفيا في الولايات المتحدة، وتوفي في 23 ديسمبر 1921.